# 天使のアッパーカット
『天使のアッパーカット』（てんしのアッパーカット）は、喜多嶋隆による日本の小説作品、及びそれを元に製作されたテレビドラマ。

## あらすじ
ハワイで暮らす麻生小麦は、16歳ながら喫煙や飲酒をしている不良少女。そんな娘の素行の悪さに愛想が尽きた父親によって、日本に住む親戚の洋食屋に預けられた小麦は鎌倉の高校に編入することに。だが、学校内では女子柔道部からなる不良グループ「第2生徒会」が暗躍していた。帰国子女であることや、環境の違いから学校で抵抗し続けていたことから、小麦は「第2生徒会」からさまざまなイジメを受けるが、それに対抗すべく、元ボクサーで洋食屋のコックをしている仁からボクシングの手ほどきを受ける。

## 単行本
1985年、講談社から単行本が発売。後に講談社X文庫ティーンズハートから再版された。
- 天使のアッパーカット ISBN 4-06-202427-6
- 天使のアッパーカット（上）暴力学園の巻 ISBN 4-06-190094-3
- 天使のアッパーカット（下）復讐パンチの巻 ISBN 4-06-190095-1

## 漫画
講談社コミックスmimiから発売（漫画・目白花子）。内容は原作版に準ずる。
- 天使のアッパーカット （1） ISBN 4-06-170138-X（1986年8月発売）
- 天使のアッパーカット （2） ISBN 4-06-170148-7（1987年1月発売）

## テレビドラマ
大映テレビ製作の連続テレビドラマ作品として1986年6月24日から10月14日までTBS系列で放送された。内容は原作版の流れを若干残しつつも、登場人物名や設定の一部変更の他、主人公・慶子に隠された出生の秘密や仁の過去の因縁などの要素を加えたものになっている。TBSチャンネルでの再放送が行われているが、映像ソフト化はされていない。

### テレビドラマ版のあらすじ
「人はどこまで試練に耐えるのか？」このドラマは、暴走する青春に立ち向かい、妥協と敗北を対に巨視した一少女の、痛快なロマンである。 （オープニングナレーションより）
慶子は、父・和男の転勤が多く、そのたびに転校を繰り返してきたため、どこの学校でもツッパリと呼ばれ続けていた。東京・国立市に引っ越した慶子は私立緑ヶ丘高校に編入するが、そこで待ちうけていたのは教師たちが厳しすぎる校則で縛り付け、学校内に暗躍する謎の不良グループ「紅薔薇組」に怯えながら学校生活を送る生徒たちの姿だった。転校早々「紅薔薇組」に目をつけられ、教師たちへの反抗的な態度から退学を迫られた慶子の窮地を救ったのは生徒会長の美樹だった。時を同じくして、慶子は和男の口から実の姉がいることを告げられた。慶子と美樹の出会いは、二人にとって波乱に満ちた闘いの始まりとなった。

### キャスト
松岡慶子
演 - 大塚真美
高校2年生で9月生まれの17歳。子供の頃から転校を繰り返し、冒頭で長崎県から生まれた街である国立市に戻り緑ヶ丘高校2年A組に転入する。本来はさっぱりした素直な性格だが、これまで学校では転校生としていじめられないよう自己防衛として、表向き“ツッパリ女子生徒”を装いわざと乱暴な言葉遣いを使ってきた。負けん気が強い性格で、厳しく接してくる教師たちや「紅薔薇組」の嫌がらせにも簡単にはくじけない。勉強はあまり得意ではなく特に数学が苦手。カエルが大の苦手。
武村美樹
演 - 奥田圭子
高校3年生。武村家の一人娘にして、由緒ある橘流第十二代宗家の跡取り。高校では生徒会長を務め、厳しすぎる校則や「紅薔薇組」の暗躍から学校を守ろうと日々奮闘している。転入早々慶子が「紅薔薇組」から嫌がらせを受けるのを目撃し、彼女を助けたことで気にかけるようになる。正義感の強い性格で、紅薔薇組のいじめを止めようとしたり、自分が正しいと思ったことは教師たちにも臆せず主張する。相原によると「一流大学を目指せるぐらい成績優秀だが、唯一の欠点として生徒会に力を入れすぎている」と評されている。密かに山路に片思いしている。武道の心得があり流鏑馬が得意。趣味は龍笛を吹くことで時々自宅で曲を奏でている。
実は彼女こそが紅薔薇会の影のリーダーである。
西村仁（じん）
演 - 三浦友和
元プロボクサーの青年で現在は洋食屋でコックとして働く。以前から松岡家の自宅の管理を任されている修平の許可を得て一階の一室を借りて寝起きしていた所、冒頭で慶子と同居生活となる。ボクサー時代は、得意技であるキレのあるアッパーカットから“カミソリ仁”の名で呼ばれていた。5年前にライト級チャンピオンになることを期待されていたが、全日本ライト級タイトルマッチで対戦相手を死なせてしまいボクシング界を去った。陰りのある人物でぶっきらぼうで感情をあまり表に出さないが、礼儀正しく年下の慶子にも敬語で話す。強くなることを望む慶子からボクシングの指導を頼まれるが、「ボクシングは人に危害を与えるためのものではない」として断わろうとする。

#### 高校の主な生徒たち
三枝弘美（さえぐさ）
演 - 伊藤つかさ
2年A組の生徒で、慶子とは長崎の中学時代の親友。数年前に家族で上京し、冒頭で偶然同じクラスに転入してきた慶子と再会する。高校ではラグビー部のマネジャーをしているが、自身は腎臓に持病を抱えているため激しい運動はできずスポーツを見たり選手を応援することが好き。慶子に厳しい校則や紅薔薇組というグループに気をつけるよう色々と助言し、周りとトラブルを起こしやすい慶子をかばったりハラハラしながら見守るようになる。両親と3人で暮らしているが、自身の病気の治療のために引っ越しや父親に転職させてしまったことを申し訳なく感じている。慶子の味方となったことから、ほどなくして紅薔薇組のターゲットとなり嫌がらせを受け始める。
みさお
柔道部主将で3年の女子生徒。転校早々ツッパリ生徒の慶子に目をつけ、部員仲間と共に「紅薔薇組を倒せるぐらい強くさせてあげるから柔道部へ入れ」と威圧的な態度で強引に入部を迫る。陰で男女10人ほどの生徒たちで「紅薔薇組」を結成し、素性を隠して他の生徒たちに暴力を振るい教師たちを翻弄し学校生活を牛耳っている。得意技は、寝技の地獄締め(詳しくは送襟絞を参照)。「紅薔薇組」に反発する慶子やその親しい人たちに様々な陰湿なやり方で生活を脅かし始める。
沢村健吾
演 - 佐藤健太
2年A組の生徒。実家は魚屋を営んでおり、放課後に店の手伝いをしている。内気な性格でケンカが弱いため、クラスの男子生徒から魚屋にちなんで“サバ村”と悪口を言われたり、いじめの対象になっている。ただし、かばってくれる慶子に「女に助けられるのは嫌だ」と素っ気ない態度を取る。
遠山秀人（ひでと）
演 - 森一馬
2年B組の生徒でボクシング部所属。プロボクサーだった兄を試合中に死なせた仁のことを憎んでおり、復讐することに燃えている。仁と同居する慶子のことも心良く思わず、いつ頃からか2人の後を付け回し嫌がらせをするようになる。兄が生きていた頃は“プロボクサーの弟”として学校で持て囃されていたが、兄の死をきっかけに友達が離れていったため友情というものを信じていない。
慶子のクラスメイト
演 - 田中美奈子
ある時慶子から秀人の人となりを聞かれたため伝える。数日後紅薔薇組に脅されて、弘美に面と向かって病気のことで悪口を言わされる。

#### 高校の主な教師たち
山路
演 - 山下真司
英語教師でラグビー部監督。スポーツを見るのが好きな弘美をラグビー部マネジャーに誘った人物。弘美によると本校で女子生徒から一番人気のある教師とのこと。慶子が初めて相原とトラブルになったことで彼女に関わり始める。相原たちの行き過ぎた管理教育と紅薔薇組による生徒への嫌がらせから学校を守るため、美樹の依頼を受けて生徒会のオブザーバーとして参加するようになる。誠実な性格で生徒とできるだけ同じ目線に立ち熱意を持って積極的にコミュニケーションを図る。ラグビー部では「One for all、 All for one」の気持ちを合言葉にしている。
相原
演 - 中島久之
高校の生活指導教師で担当教科は社会科。以前から不良生徒として学校を渡り歩いてきた慶子に目をつけ、学校で何か揉め事や問題が生じると“慶子がしでかしたに違いない”と決めつけて叱ったり罰を与える。学校の風紀を乱す生徒に厳しい指導をし、それでも改心しない者には何か理由をつけてでも退学させるべきとの考えを持っている。また、慶子の転入と時同じくして美樹、弘美、健吾などの行動に変化が起き始めたことや紅薔薇組の学校への危害が増えたことも裏で慶子が関わっていると疑い始める。
おかだ校長
演 - 谷村昌彦
私立の名門校。自身は「本校にいじめや校内暴力はない」と認識している。厳しい校則による徹底した管理教育で生徒たちに窮屈な学校生活を敷いている。ツッパリ生徒の慶子を敢えて好きなように行動を取らせ、紅薔薇組との争いが表面化した所で両方を一刀両断するよう相原たちに伝える。進学校ではあるが、学校運営のため他の公立校や私立から不良生徒や登校拒否児を受け入れてその入学金を集めており、生徒が何か問題を起こすと事情を聞かずに処分を課すという形を取ってきた。
教頭
演 - 川辺久造
慶子が転校初日に相原とトラブルとなったため、和男が後から教育委員会に訴えないよう「慶子への処分を保護者として受け入れる」旨の誓約書を書かせようとする。紅薔薇組を放置しておくと今後高校を食いつぶされるかもしれないと考え始める。教師陣の中でも特に学校の名誉や体面を気にする性格で、生徒のためと言いながら実際には保身的な自分の考え方を押し通す。
たかみや
演 - 松井きみ江（現・松井紀美江）
高校教師。高校の教師たちの中では山路と似たような考えの持ち主で、唯一彼の意見に賛成したり彼の味方をしている。ある日職員室で、紅薔薇組に手を付けずに慶子にばかり叱りつける校長たちを批判する。後日山路がラグビー部の遠征試合に行った時は、これに乗じて校長や相原たちが慶子を退学に持っていこうとするのを阻止するため一人で奮闘する。

#### 慶子の両親
松岡和男
演 - 寺田農
慶子の父。チェーン店のファミレスの社員。これまで支店が開かれるたびに転勤を重ね、男手一つで慶子を育ててきた。冒頭で熊谷市の支店長となり3ヶ月後に東京本社に戻る予定で埼玉県で一人暮らしを始め、国立市の実家に戻った慶子とは電話で様子をうかがったり時々娘に会いに来る。2月5日生まれ。慶子が学校で不良と呼ばれたり時々ケンカをしていることは知らない。普段はタバコを吸わないが、娘に言いにくいことがあるとタバコを吸うという癖がある。長崎出身で、「島原の子守唄」を赤ん坊だった慶子によく歌っていた。
松岡公子
演 - 石田紀子
慶子の母。故人。慶子を産んで間もなく亡くなったため娘は自身の顔を知らない。元は裕福な家の娘で、戦争直後住み込みの家政婦をすることになった女性の子供としてやってきた小学生の和男と出会い、彼と年が近く一緒に過ごす内に自然と仲良くなった。20代の頃に両親に和男との交際を反対されたため彼と駆け落ちし、その後妊娠するが慶子を出産した直後に亡くなった。

#### 美樹の関係者
好子（美樹の祖母）
演 - 宝生あやこ
橘流の家元で自宅で茶道教室を開いている。武村家を捨てて家を飛び出した娘(美樹の母)のことを憎んでいる。これまで美樹の親代わりとして橘流の後継者にするべく厳しく育て、橘流の茶道と剣術を教えてきた。座右の銘は「剣禅一如」。武村家の先祖が安土桃山時代の時の帝から賜った青龍天目(せいりゅうてんもく)と呼ばれる茶碗を家宝として大事にしている。先代である夫を亡くし跡目だった娘もいなくなった今、美樹に後を継いでもらい武村家のお家再興を願う。
あや
橘流の弟子らしき女性。年は20代半ばぐらい。美樹の剣術の相手を務めたり、茶道にも付きそう。武村家で居候させてもらっている模様。武村のことを師と仰ぎ彼女の指示に従い日常生活を送っている。美樹の心の乱れを感じた時は、跡取りとして稽古に励むよう言葉をかける。また、武村家の留守番を任されたり、美樹が外出する時に武村の指示でこっそり尾行し監視の役目をすることもある。

#### その他
修平
演 - 坂上二郎
和男のいとこ。仁の雇い主で、松岡家の近所で洋食屋「フォンテンブロー」を営む。気さくで陽気な性格で、テレビのスポーツ観戦が好きで熱のこもった応援をしている。話好きだが、よく話を脱線させるため公平と言い合いになることが多い。趣味は、競馬。
公平
演 - 宮田恭男
修平の息子。3浪中の予備校生。修平と似たような性格をしており、日常的に親子で騒がしくしている。異性として慶子に興味を持ち、何とか親しくなろうとする。また、当初修平から「仁には新しいアパートを見つけて、慶子の家を出てもらう」と聞いていたのに、2人が同居生活を続けるようになったため父に苦情を言う。
修平の妻
演 - 野中マリ子
店では料理の配膳などをしている。修平や公平の小競り合いを仲裁しているが、時々自身も参戦しながらも賑やかに暮らしている。ボクサー時代に試合中に相手を死なせたことを今でも悔いている仁のことを心配している。
遠山直子
演 - 賀来千香子
秀人の姉。両親はいないらしく生活費や秀人の学費を稼ぐため、バーでホステスとして働いている。ライト級チャンピオンボクサーだった兄を慕っていたが、その兄の命を奪った仁のことを憎んでいる。秀人とのきょうだい仲はいいが、他人にカッとなりやすく衝動的な行動を取ることがある弟のことを心配している。兄の死後から、「あなたにホステスの仕事は似合わない」と辞めるように言ってくる仁を疎ましく思っている。
ヤクザ
演 - 西田健
直子が働くバーのオーナー。組所有の店で直子をママとして働かせている。あくどい性格でプライドが高く面子をつぶされるなどすると激昂し女性への暴力も辞さない。時々直子の前に現れて仕事を辞めるようになった仁のことを目障りに感じ始める。ある日30万円の金が必要になり途方に暮れる弘美と出会い、売春のバイトに誘う。卒業後ボクサーになろうとする秀人に、組長が運営するジムを紹介し兄弟盃を交わす。
ナレーター：芥川隆行

### スタッフ
- プロデューサー：春日千春、荒川洋(大映テレビ)、野村清(TBS)
- 音楽：菊池俊輔

### 劇中曲
主題歌
- 「TALK TO ME」（歌：松居直美） ※QUATERFLASH（クォーターフラッシュ）の日本語カバー曲
  - 日本語詞：内藤綾子／作曲：Marv Ross、Rindy Ross／編曲：戸塚修

挿入歌
第3話
- 「憧れのハワイ航路」
  - 作詞：石本美由起／作曲：江口夜詩／原曲は、1948年に岡晴夫が歌唱した。
  - 店の営業を終えて一休みする修平が、新聞を読みながら鼻歌で歌う。

第5話
- 「愛人」
  - 作詞：荒木とよひさ／作曲：三木たかし／原曲は、1985年にテレサ・テンが歌唱した。
  - 直子が働くバーで流れる曲。

第9話
- 「夏の思い出」
  - 作詞：江間章子／作曲：中田喜直／原曲は、1962年にNHKの「みんなのうた」で放送されるなど日本で慕われる歌曲。
  - 数人の高校生が、美樹の指揮でこの歌を合唱する。

第10話
- 「島原の子守唄」
  - 島原半島(長崎県)に伝わる子守唄。作詞：宮崎康平、妻城昌平／作曲：宮崎康平
  - 修平の店で行われた慶子の誕生日の席で公平のギターに乗せて和男が歌う。
- 「誰か故郷を想わざる」
  - 作詞：西條八十／作曲：古賀政男／原曲は、1940年に霧島昇が歌唱した。
  - 上記の歌に続けて、修平と妻がアカペラで歌唱する。

### サブタイトル
| 各話                                         | 放送日         | サブタイトル                   | 脚本     | 監督     | 視聴率 |
| -------------------------------------------- | -------------- | ------------------------------ | -------- | -------- | ------ |
| 第1回                                        | 1986年 6月24日 | 全てはあのトランクから始まった | 大原清秀 | 山口和彦 | 11.0%  |
| 第2回                                        | 7月1日         | 何が少女に起ったか             | 大原清秀 | 山口和彦 | 8.1%   |
| 第3回                                        | 7月15日        | 悪魔の棲む学園                 | 佐伯俊道 | 江崎実生 | 10.4%  |
| 第4回                                        | 7月29日        | 処刑学園                       | 佐伯俊道 | 合月勇   | 6.8%   |
| 第5回                                        | 8月5日         | 咲き乱れる悪の花               | 大原清秀 | 山口和彦 | 7.6%   |
| 第6回                                        | 8月12日        | 呪われた姉妹                   | 大原清秀 | 江崎実生 | 6.7%   |
| 第7回                                        | 8月19日        | 血ぬられた退学届               | 佐伯俊道 | 合月勇   | 7.2%   |
| 第8回                                        | 8月26日        | 生徒会長の秘密                 | 佐伯俊道 | 江崎実生 | 7.0%   |
| 第9回                                        | 9月9日         | 紅ばら姉妹                     | 大原清秀 | 山口和彦 | 7.4%   |
| 第10回                                       | 9月16日        | 亡き母のララバイ               | 大原清秀 | 合月勇   | 7.1%   |
| 第11回                                       | 9月23日        | 涙の果たし状                   | 佐伯俊道 | 山口和彦 | 5.8%   |
| 第12回                                       | 10月7日        | 闘わんかな時至る               | 佐伯俊道 | 江崎実生 | 6.4%   |
| 最終回                                       | 10月14日       | 時は秋、心は春                 | 大原清秀 | 江崎実生 | 6.8%   |
| 平均視聴率 7.6% （ビデオリサーチ、関東地区） |                |                                |          |          |        |

### その他
- 主役を演じた大塚真美は、本作への出演に際し、｢大映テレビのドラマってすごく好きだったの。百恵さんのときから見てたんだから。私なんか脇役でもいいから出てみたいと思ってたのに、それがいきなり主役でしょ。もう嬉しくって嬉しくって、撮影の始まる三日前からエンエン泣いちゃった。それだけに一生懸命やっています。だから野球を見ずに、ドラマを見てくださいね｣と述べていた[11]。ドラマで演じた松岡慶子とは違い、自分の性格は明るいという。また、見た目は結構きつそうに見られるが、実際は慶子のように強くないので、あんなに虐められたら学校を辞めるとも語っている[12]。
- 本作の視聴率も前作『遊びじゃないのよ、この恋は』同様1桁台の平均視聴率を記録した。また本作終了後のこの時間の連続テレビドラマ放送枠は放送時間を日曜日20:00台に移して『おんな風林火山』が放送され、1986年10月のTBS系列20時台の番組は19時20分より放送のバラエティ番組『ドキド欽ちゃんスピリッツ!!』となった。